# Клутье, Сюзанн
Сюзанн Клутье (Suzanne Cloutier; 10 июля 1923, Оттава — 2 декабря 2003, Монреаль) — киноактриса с успешной, хотя и короткой карьерой в 1950-х годах, известная главным образом ролью Дездемоны в фильме Орсона Уэллса «Отелло» 1951 года, театральный деятель, жена режиссёра Питера Устинова.

## Биография
Родилась в 1923 году в Оттаве, Канада, в семье канадского политика Эдмона Клутье.
В 1943 году стала работать моделью в Нью-Йорке, получив контракт с журналом «Vogue».
Вскоре была приглашена в Голливуд на второстепенную роль в фильме Ирвинга Пичела «Искушение» (1946).
Три года играла в труппе Чарльза Лоутона в театре «Коронет» на Бродвее, входила в передвижную труппу Жана Дасте.
В 1949 году кинорежиссёр Жюльен Дювивье предложил Клутье главную роль в картине «В небесном королевстве»; фильм был показан на Венецианском кинофестивале, где актрису заметил Орсон Уэллс.

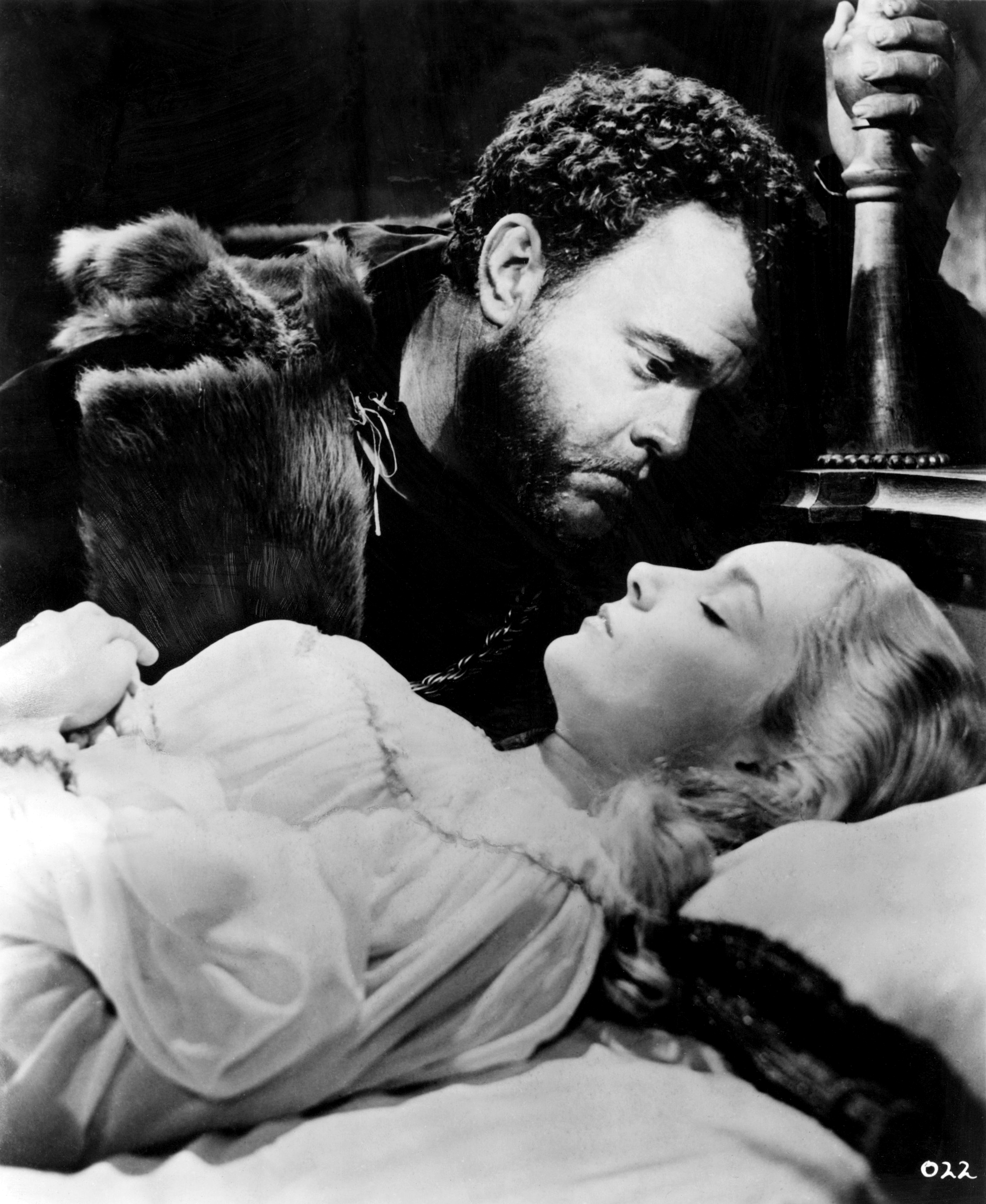
Орсон Уэллс в роли Отелло и Сюзанн Клутье в роли Дездемоны в фильме 1951 года «Отелло»

В 1951 году исполнила принёсшую ей известность роль Дездемоны в отмеченной Гран-при Каннского кинофестиваля экранизации 1951 года шекспировского «Отелло» режиссёром и актёром Орсоном Уэллсом, который сыграл в картине заглавную роль.
Как писал в «Нью-Йорк таймс» влиятельный кинокритик Босли Краузер,

«Дездемона Сюзанн Клутье — красивая, хрупкая и нежная девушка, чрезвычайно трогательная».
В 1950-е годы снялась в нескольких фильмах, в том числе в главных ролях.
При этом, несмотря на заключённый контракт с Paramount Pictures, не отказывалась от работы в театре.
В 1952 году играла в премьерной постановке пьесы «В ожидании Годо» Сэмюэля Беккета в парижском театре «Вавилон», в число совладельцев которого вошла.

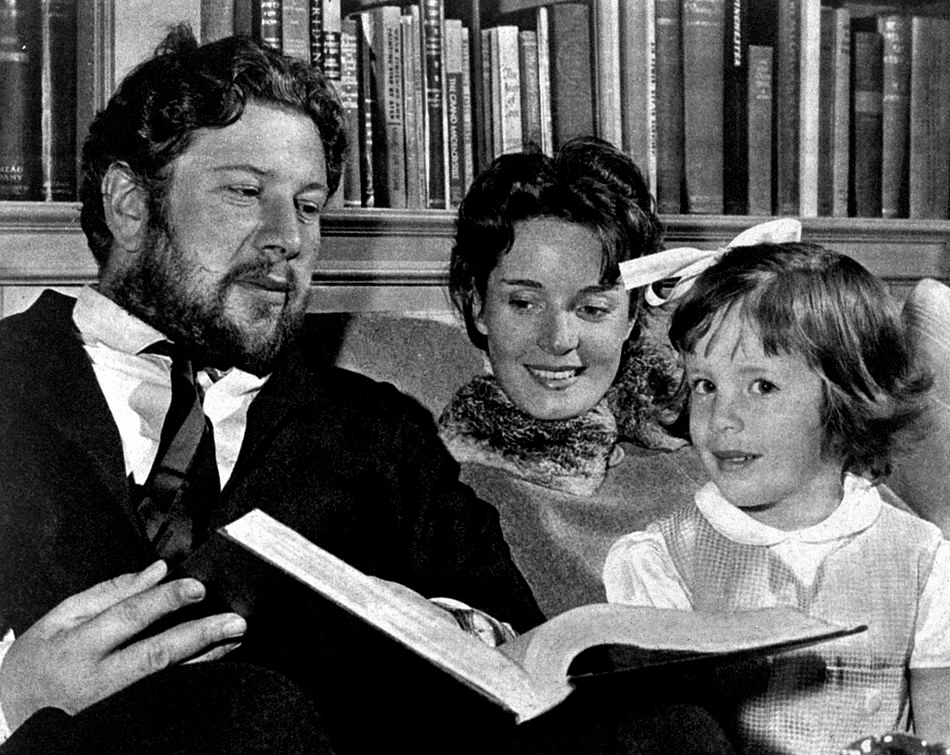
Питер Устинов и Сюзанн Клутье с дочерью

В 1953 году участвовала в лондонской постановке пьесы Питера Устинова — познакомилась с ним и через год вышла за него замуж.
Сопровождала Устинова в его турне по США. Снялась в фильме мужа «Романов и Джульетта», участвовала в его работе, так, именно она открыла актёра Теренса Стэмпа, посоветовав мужу взять его на роль в фильме «Билли Бадд».
Её собственная карьера актрисы остановилась — в браке с Устиновым Сюзанн родила троих детей и сосредоточилась на их воспитании.
После развода в 1971 году занялась продюсированием театральных постановок, в частности бродвейской постановки мюзикла «Волосы». Проживая в Париже, сотрудничала в проектах с Робертом Уилсоном, Питером Бруком и другими театральными режиссёрами, выступала консультантом кинофестивалей.
Будучи давней подругой Орсона Уэллса, способствовала финансированию двух его фильмов, которые, однако, так и не вышли на экран (один, снятый на иранские деньги, был запрещён во Франции, второй — полумифический проект — был в сокращённой версии «доснят» в 1992 году режиссёром Хесусом Франко).
В конце жизни в 1990-е годы вернулась в Канаду, умерла в Монреале в 2003 году.

## Избранная фильмография
- 1946 — Искушение / Temptation — Ивонн Дюпон
- 1949 — В небесном королевстве / Au royaume des cieux — Мария Ламбер
- 1951 — Отелло / The Tragedy of Othello: The Moor of Venice — Дездемона
- 1951 — Жюльетта, или Ключ к сновидениям / Juliette ou la Clé des songes — Жюльетта
- 1961 — Романов и Джульетта / Romanoff and Juliet — Марфа Злоточенка